# Villa medicea di Artimino

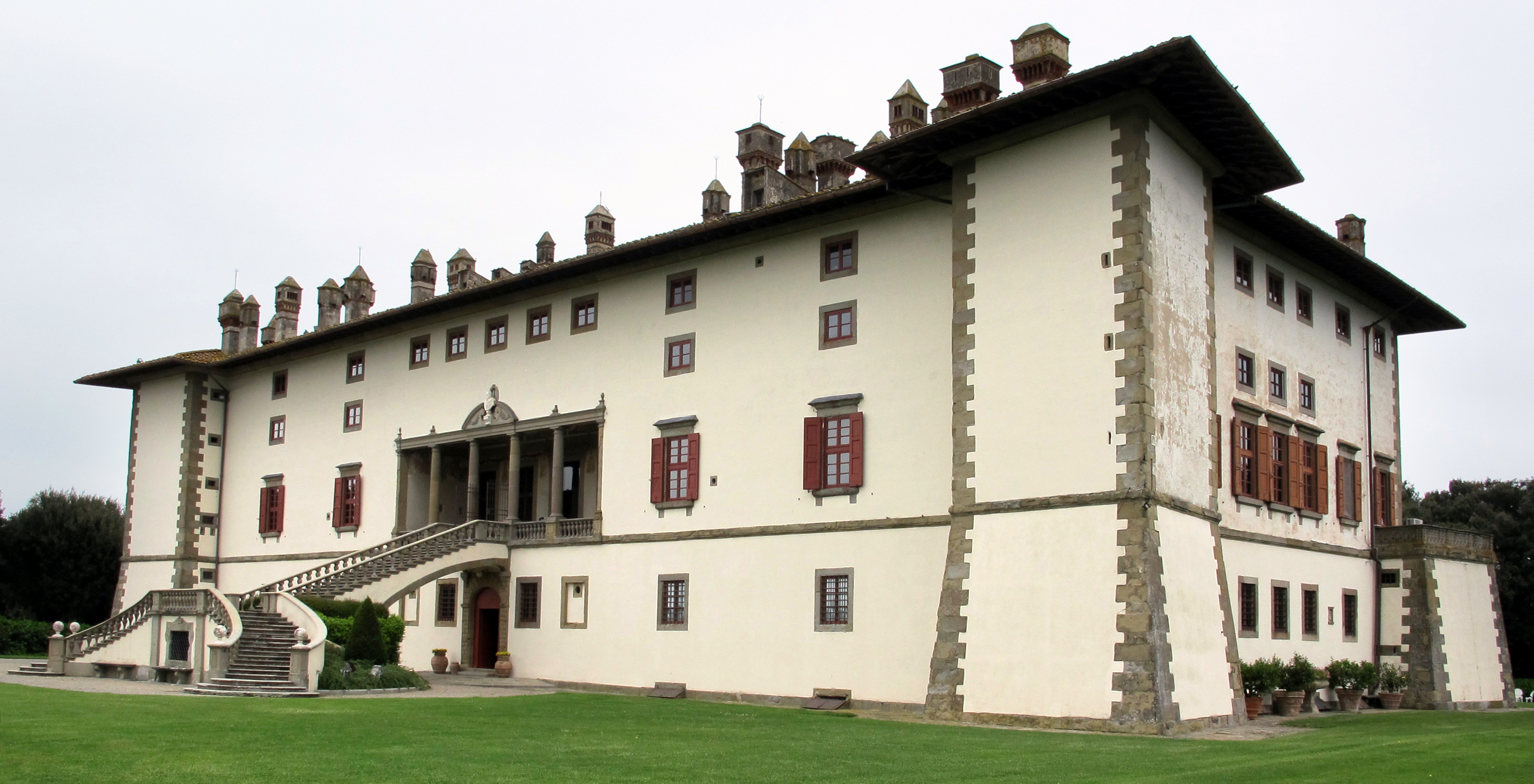
Veduta del prospetto frontale

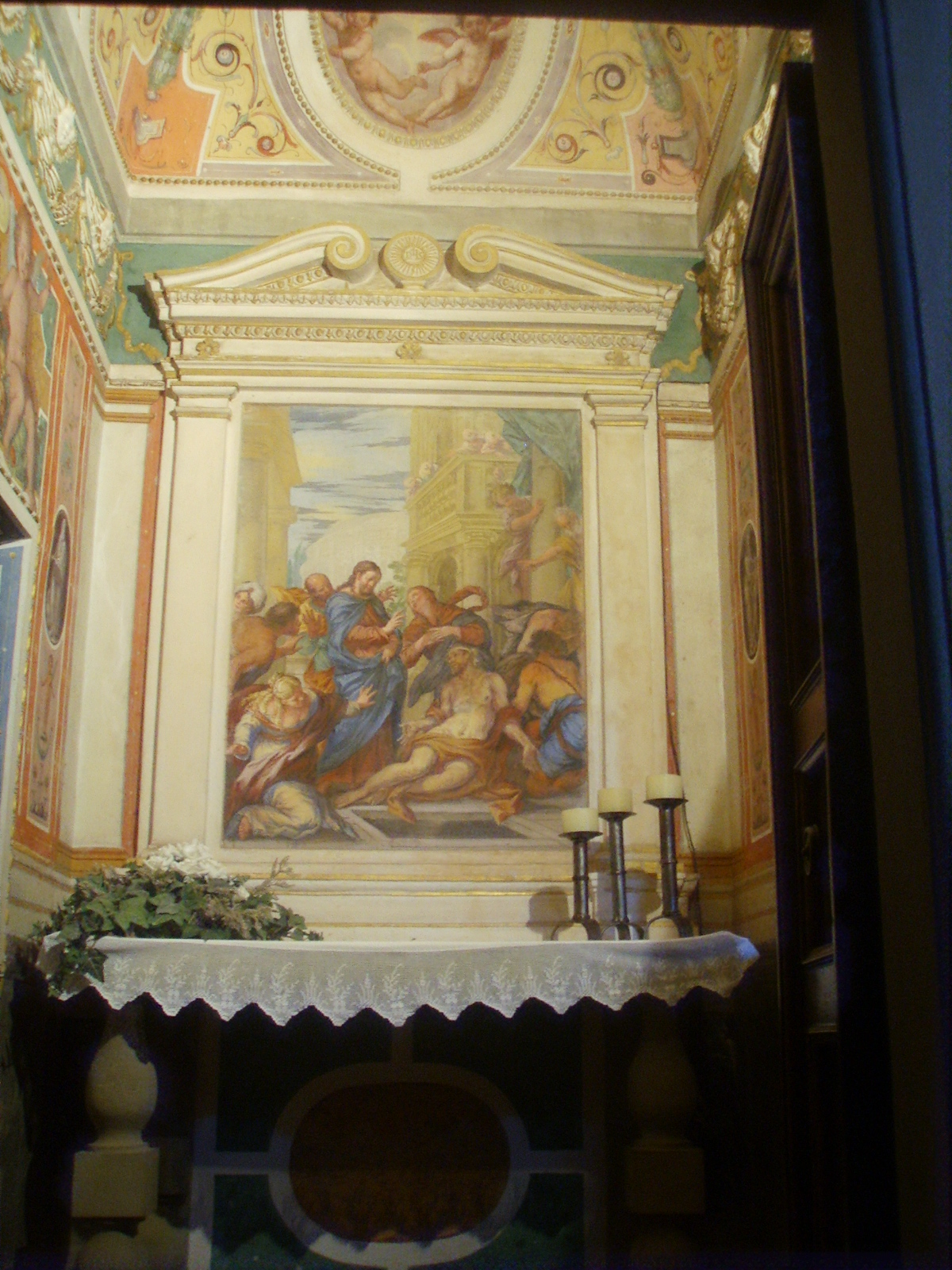
La cappelina affrescata, Passignano e Poccetti

La Villa Medicea di Artimino, chiamata anche La Ferdinanda o Villa dei cento camini, si trova su un poggio dirimpetto a quello del piccolo paese medievale di Artimino, una frazione del comune di Carmignano (Prato). Oggi è sede di congressi, ricorrenze ed eventi speciali; ha anche ospitato, al piano interrato, il Museo archeologico comunale, poi trasferito in una nuova sede all'interno del borgo di Artimino.

## Storia
La villa fu costruita per desiderio del Granduca Ferdinando I de' Medici. Filippo Baldinucci racconta come il granduca, durante una delle frequenti battute di caccia sul Monte Albano, si fosse fermato proprio su questo poggio, in compagnia dell'ormai anziano architetto Bernardo Buontalenti, e, colpito dalla suggestione del luogo, avesse espresso il desiderio di far costruire proprio in quel luogo una villa per sé e per la sua corte.
La villa venne costruita in soli quattro anni, dal 1596 al 1600 ed è un capolavoro della maturità del celebre architetto; rappresenta una summa stilistica delle altre ville medicee e ne chiude la stagione, completando il sistema regionale delle tenute dei Medici. L'anziano architetto, ammalato di gotta, diresse i lavori da Firenze, a riposo nella sua casa in Via Maggio, mentre sul posto operarono i suoi collaboratori Santi Maiani e Gherardo Mechini.
L'inconfondibile sagoma coronata dai numerosi camini e comignoli, domina la zona circostante come un bastione verso la gola nella quale l'Arno si serra contro il masso della Gonfolina. Senza la mediazione di un vero e proprio parco l'edificio si inserisce direttamente in un ambiente in parte boscato, in parte agricolo, imponendosi con la sua mole geometrica.
Simbolicamente era il luogo per la percezione visiva dell'intero granducato, per questo Ferdinando commissionò al pittore fiammingo Giusto Utens una serie di 17 lunette con le ville medicee da collocare in un apposito salone detto appunto delle Ville; disperse nel Novecento oggi sono riunite nella villa medicea della Petraia in località Castello, anche se tre sono perdute, mentre nella villa sono state in seguito sistemate delle copie. Attiguamente, nella sala detta delle Guerre, lo stesso pittore realizzò altrettante lunette con scene di battaglie, che sono completamente andate disperse.
La villa era la favorita di Ferdinando per il periodo estivo e al piano nobile fu fatta decorare ad affresco da Domenico Passignano e Bernardino Poccetti con soggetti mitologici e allusivi alle virtù di Ferdinando: sono ancora visibili le decorazioni del salone centrale, degli appartamenti granducali, della loggia e dalla cappella. Esisteva poi un "guardaroba", decorato da eccezionali dipinti come il Ritratto di Pietro Aretino di Tiziano, oggi presso la Galleria Palatina e il Bacco di Caravaggio, in mostra presso gli Uffizi.
Per le attività venatorie granducali, fu creato il grande Barco reale, una enorme bandita, recitata da un alto muro per circa 50 km che aveva come punto di riferimento e baricentro, proprio la villa di Artimino.
Nel 1782 la villa fu venduta dal Granduca Pietro Leopoldo di Lorena al marchese Lorenzo Bartolomei e in seguito passò per via ereditaria ai conti Passerini (1848); quindi fu venduta nel 1911 alla famiglia Maraini.
Verso il 1930 vennero approntate alcune modifiche all'architettura della villa, costruendo un nuovo scalone e risistemando il giardino.
Nell'autunno del 1944 la villa fu gravemente danneggiata dalle artiglierie militari, ma il restauro fu tempestivo e venne terminato già nella primavera del 1945.
Nel frattempo si contarono altri passaggi di proprietà. Nel 1979 la famiglia Riva effettuò una vendita all'incanto che disperse gli arredi e i dipinti della villa. Oggi ospita un centro congressuale ed alberghiero.

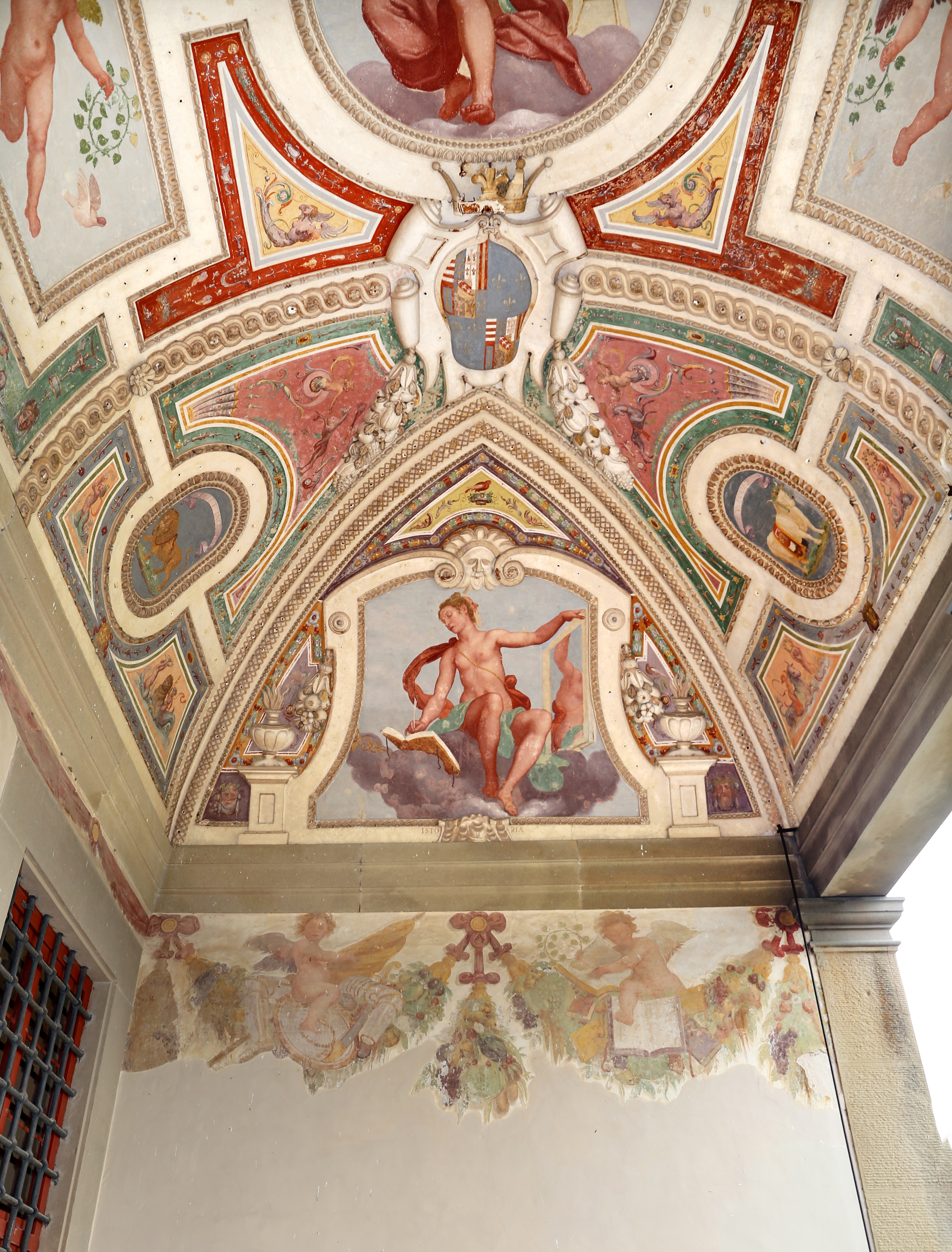
Affreschi nella loggia al primo piano
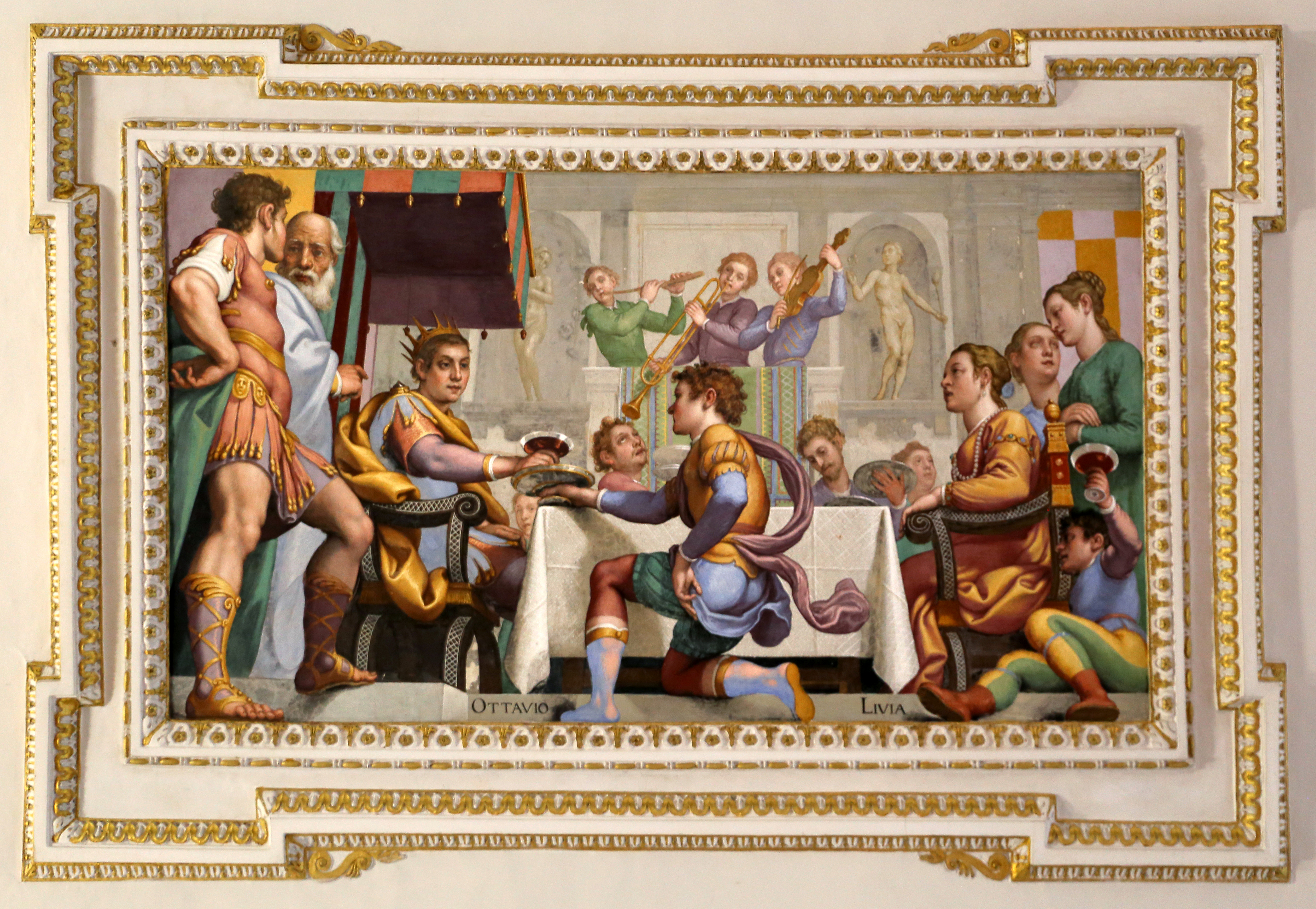
Ottaviano e Livia, affresco sulla volta del salone sinistro
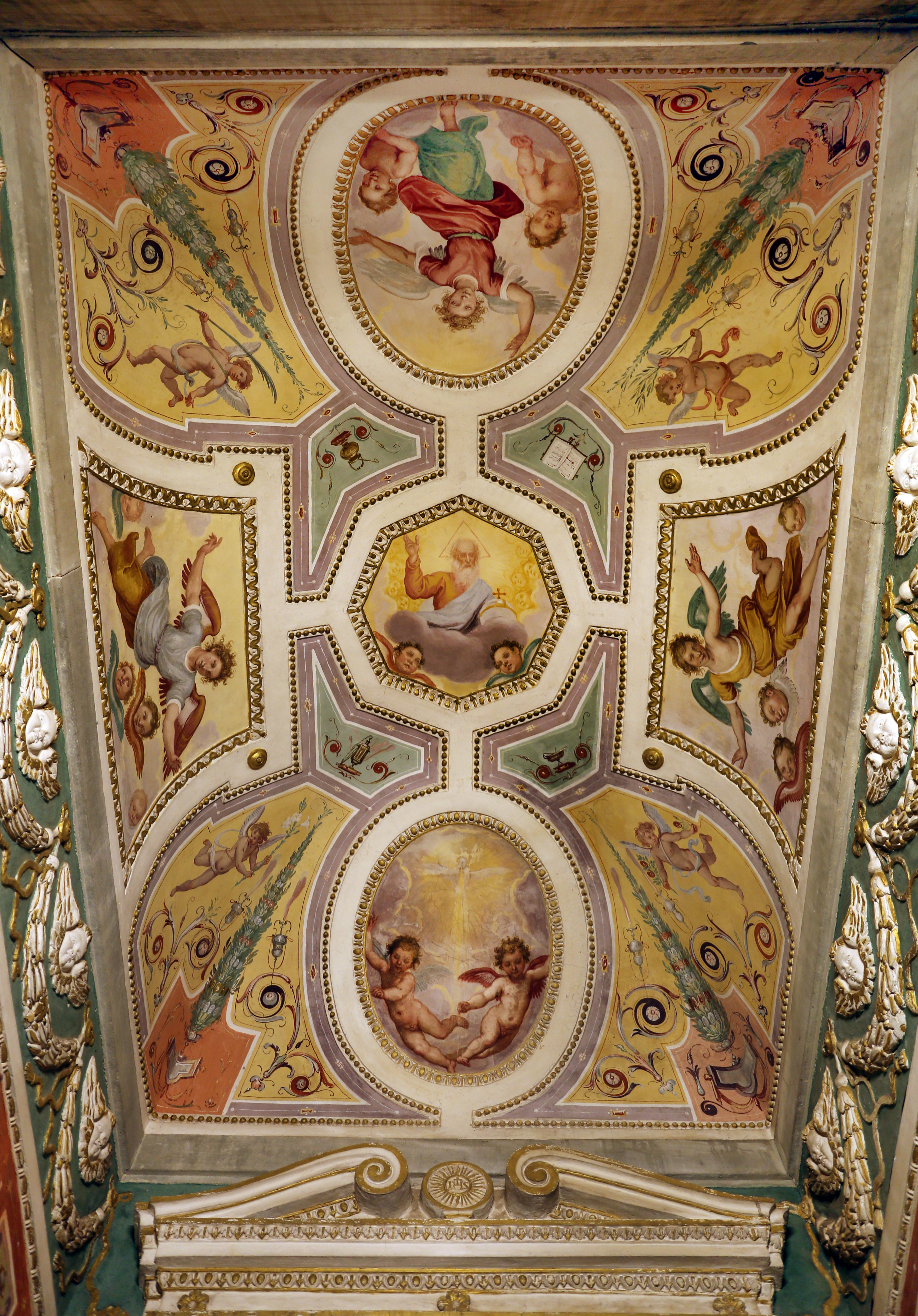
Il soffitto della cappellina
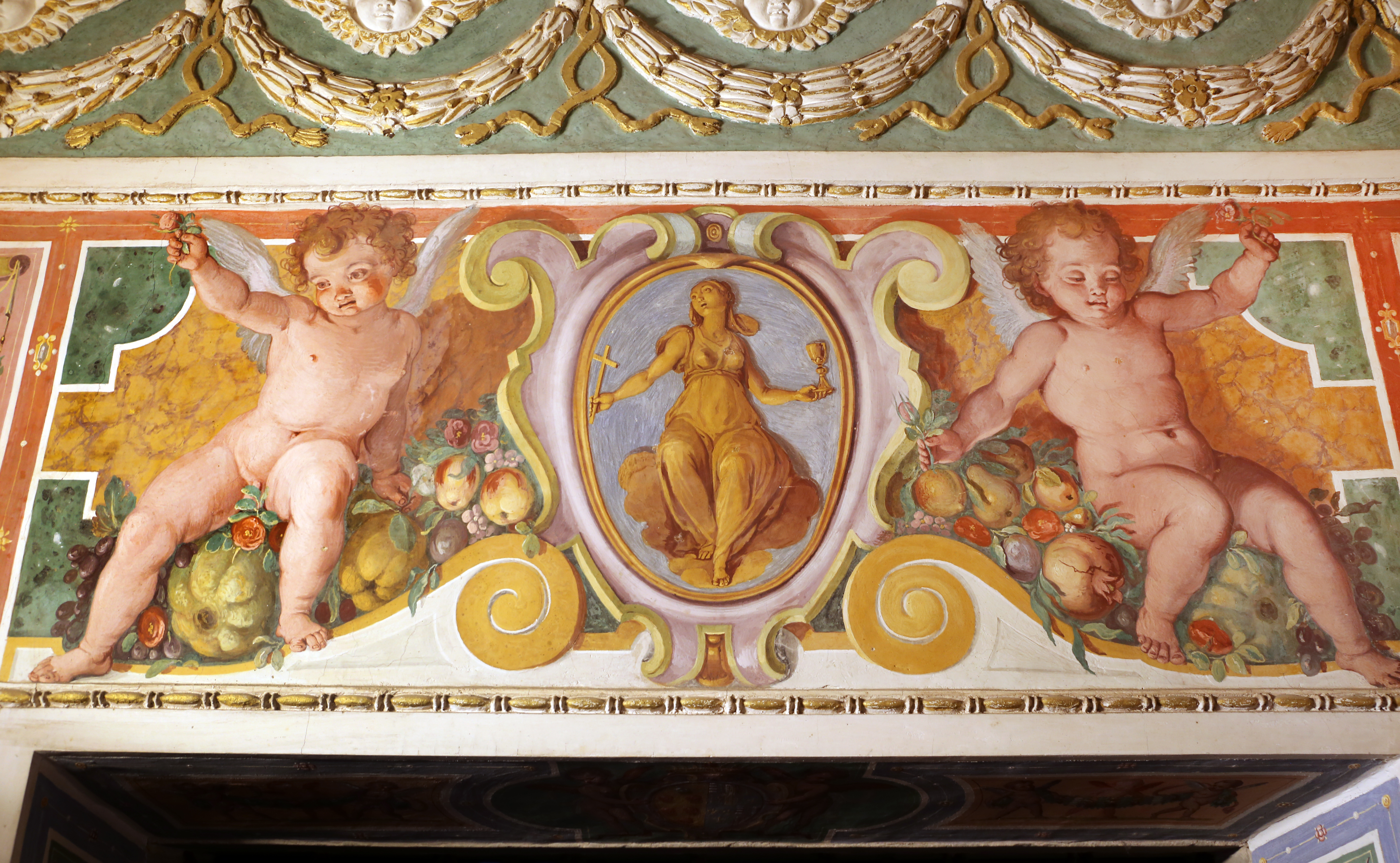
Dettaglio della decorazione della cappellina

## L'architettura

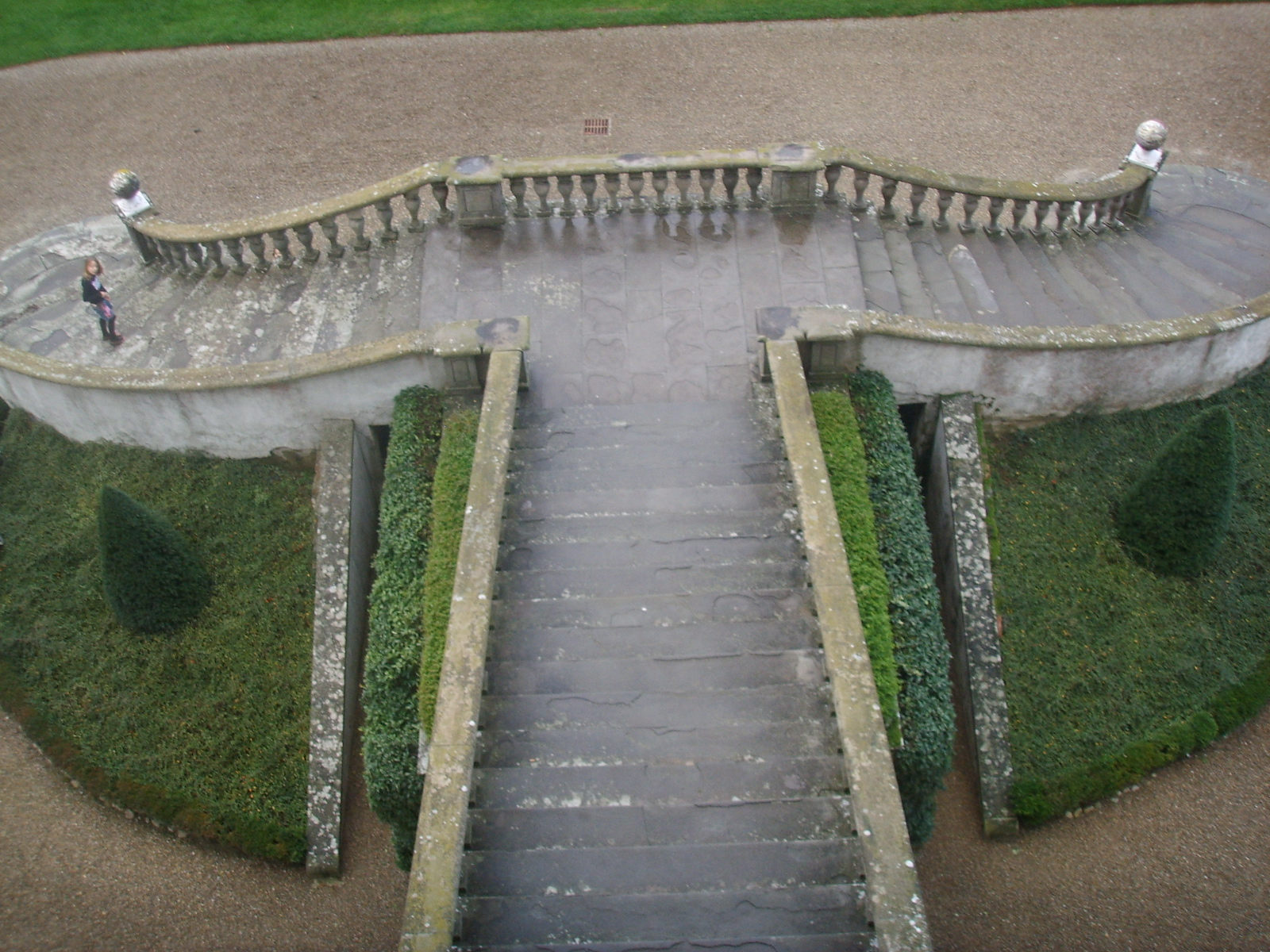
La scalinata

La villa è composta da un solido corpo centrale con due lunghe facciate simmetriche e quattro bastioni sporgenti agli angoli, due alti fino al tetto (dal lato occidentale, verso la campagna) e due tagliati al primo piano in modo da creare due terrazze (sul lato verso la città).
Nell'architettura della villa Buontalenti ripropone l'immagine di semplicità delle ville di un secolo prima, con semplici superfici murarie intonacate, pur tuttavia con una tensione tra vuoti e pieni che rivela l'appartenenza al periodo manierista.
Sulla facciata principale si trova uno scalone sospeso, realizzato nel 1930, che raggiunge una loggetta con le quattro colonne doriche al piano nobile tramite un arco rampante, e, più in basso, si divide in due rampe simmetriche curvate. L'architetto Enrico Lusini la realizzò basandosi su un disegno originale del Buontalenti e distrusse una originaria scala a rampa unica.
Anche il muro esterno eretto per ricavare un giardino non è coerente con il progetto iniziale che prevedeva un rapporto diretto tra architettura e paesaggio circostante, intenzionalmente progettato senza mediazione alcuna.
Architettonicamente interessante è anche la Paggeria, che si trova a destra della villa, vicino agli scavi archeologici che hanno messo in luce un'area sacra appartenente ad un abitato etrusco. Si tratta di un edificio caratterizzato da un portico ad archi ribassati al piano terra e da un loggiato architravato al piano primo,  e che è attribuito allo stesso Buontalenti. Oggi ospita un albergo e ristorante. Poco distante un edificio colonico, rimaneggiato, che riprende il portico della paggeria e che è anch'esso attribuito al Buontalenti.

## La sala delle ville

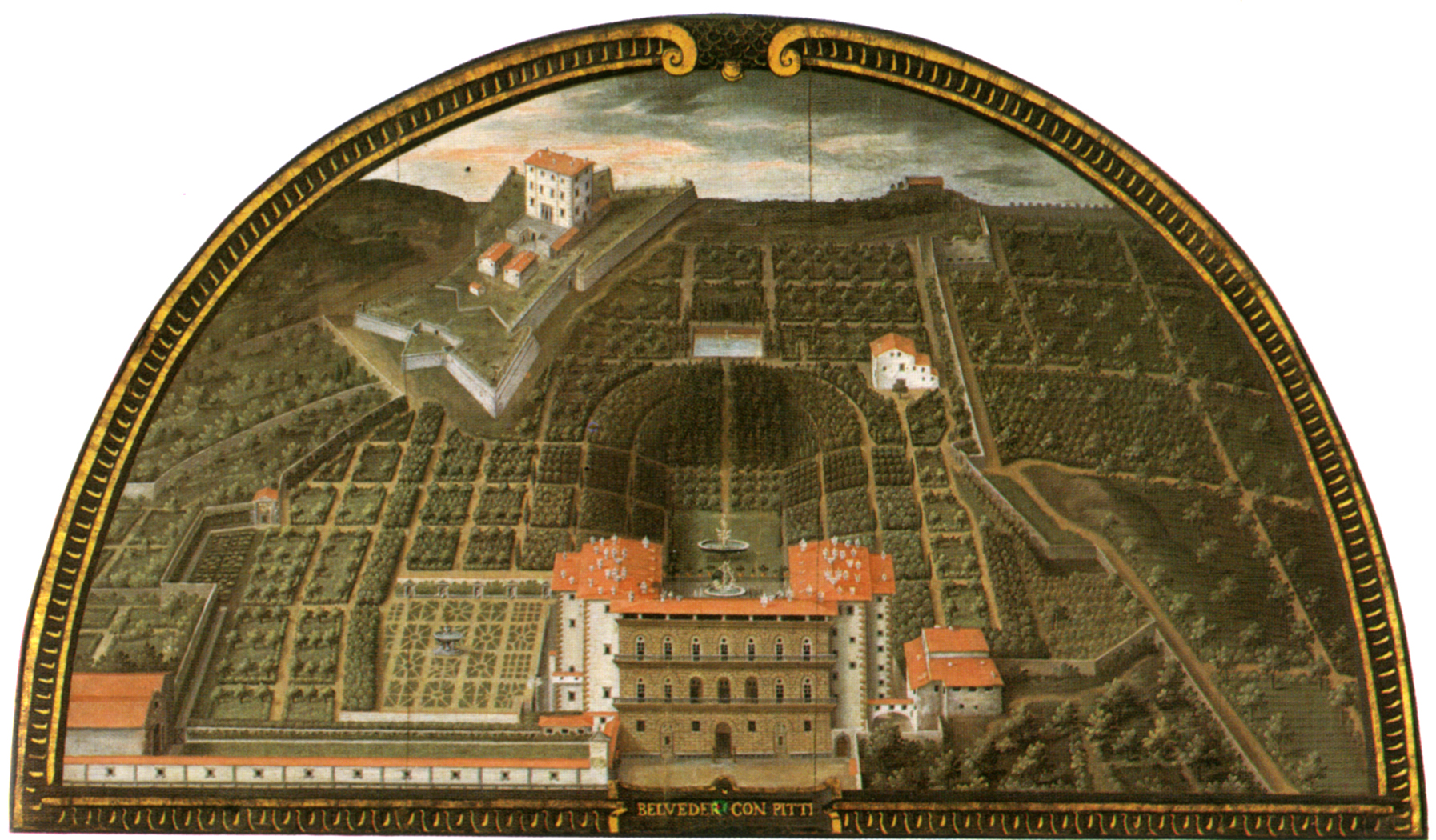
Giusto Utens, Belvedere con Pitti, lunetta affrescata (1599-1602)

Tra il 1599 e il 1602 l'artista fiammingo Giusto Utens dipinse le 17 famose lunette delle ville medicee, che con precisione calligrafica e con una inconsueta prospettiva "a volo d'uccello", decoravano la cosiddetta Sala delle Ville.
Queste rappresentazioni, tutt'oggi celebri per il loro aspetto piuttosto fiabesco e idilliaco, erano un vero e proprio catalogo catastale con il quale il granduca controllava le sue proprietà principali sparse in tutta la Toscana, analogamente alle sale con le carte geografiche affrescate che si possono ammirare in molti palazzi di governo. Per i ricercatori moderni insostituibile è il loro valore di documento dell'epoca e rappresentano un punto di riferimento obbligato per qualsiasi studio sulle ville medicee.
La sala era composta da tre lunette sulla parete frontale, sei su ciascuna parete laterale, e due sulla parete con l'ingresso, dove il portale occupava lo spazio di una lunetta. La loro rimozione risale probabilmente al periodo della vendita di Pietro Leopoldo (1782), e probabilmente vennero mantenute nelle collezioni granducali per il loro valore topografico. In quell'occasione tre andarono disperse (così come le 17 lunette dell'attigua Sala delle Guerre, mai più ritrovate), e dopo vari passaggi, oggi si possono ammirare all'interno di alcune stanze al piano terra della villa medicea di Petraia situata in località Castello (Firenze).
Rappresentano la Villa del Trebbio, di Cafaggiolo, di Castello, La Petraia, La Magia, Palazzo Pitti e Boboli, Lappeggi, Poggio a Caiano, Montevettolini, Seravezza, Marignolle, Collesalvetti, L'Ambrogiana e Pratolino.
Ad Artimino vennero in seguito inserite delle copie e, verso i primi del Novecento, vennero arbitrariamente reintegrate con tre vedute riprese da stampe settecentesche non in prospettiva a volo d'uccello, con Careggi, Cerreto Guidi e Poggio Imperiale. Forse una lunetta rappresentava Artimino stessa. Le vedute novecentesche sono andate disperse ed oggi la sala è decorata da semplici riproduzioni degli affreschi delle ville più antichi.

## La serie delle "Bellezze"
Alcune stanze degli appartamenti della villa contenevano una serie di più di sessanta ritratti delle più belle dame di corte, fiorentina, romane e napoletane. Risalenti per la maggior parte al tempo di Ferdinando I de' Medici (dal 1599 in poi), quarantaquattro di questi ritratti superstiti sono oggi conservati nei depositi degli Uffizi, e tre in musei francesi.

## La Via Medicea
A partire dal 2019, la villa è raggiungibile anche a piedi grazie all'itinerario escursionistico Via Medicea, che si snoda da Prato a Fucecchio collegando le principali emergenze storiche legate al periodo mediceo, tra cui quattro ville patrimonio UNESCO: la Villa Medicea di Poggio a Caiano, la Villa Medicea di Artimino, la Villa Medicea di Cerreto Guidi e la Villa La Magia di Quarrata.